# Hans Neumayer
Hans Neumayer ( 1887 - 1945 ) fue un botánico austríaco.

## Algunas publicaciones
- 1923. Xanthoria parietina

### Libros
- hans Neumayer, theodor Becker. 1923. Vorarbeiten zu einer pflanzengeographischen karte Österreichs (Preparación de un mapa de geografía de las plantas de Austria), Vol. 14, Nº 2. Ed. Zool.-botan. gesellschaft. 394 pp.
- 1923. "Holzsubstanz" bei Thallophyten ... (La sustancia madera de las Talófitas). 49 pp.
- 1924. Die geschichte der blüte: versuch einer zusammenfassenden beantwortung der frage nach der vergangenheit der generativen region bei den anthophyten (La historia de la flor: un ensayo de una respuesta resumida a las preguntas sobre el pasado de la región generativa en las antófitas.). 110 pp.
- 1930. Der ganzen Folge 6. Bericht. Vol. 1 de Floristisches aus Österreich einschließlich einiger angrenzender Gebiete. 75 pp.

- La abreviatura «H.Neumayer» se emplea para indicar a Hans Neumayer como autoridad en la descripción y clasificación científica de los vegetales.[3]